# 53.ª División (Ejército franquista)
La 53.ª División fue una unidad del Ejército franquista que tuvo un papel relevante en la Guerra Civil Española.

## Historial
La división fue creada en mayo de 1937, a partir de la antigua división «Soria». Quedó bajo el mando del general José Moscardó, que posteriormente sería sustituido por el general Álvaro Sueiro.
A finales de 1937 la unidad fue asignada al Cuerpo de Ejército de Aragón, quedando desplegada en el frente de Aragón durante los siguientes meses. En la primavera de 1938 la 53.ª División participó activamente en la campaña de Aragón, rompiendo el frente en el sector de Huesca. Continuó avanzando hasta alcanzar la línea del río Segre, donde detuvo su avance.
El 3 de octubre la división fue trasladada desde sus posiciones desde el frente leridano, y enviada como refuerzo al frente del Ebro. Agregada al Cuerpo de Ejército del Maestrazgo, tomó parte en las últimas contraofensivas franquistas en el Ebro. A finales de año se encontraba nuevamente desplegada en el frente del Segre, participando en la ofensiva de Cataluña.
La división fue disuelta tras el final de la contienda.